# Raymond Depardon

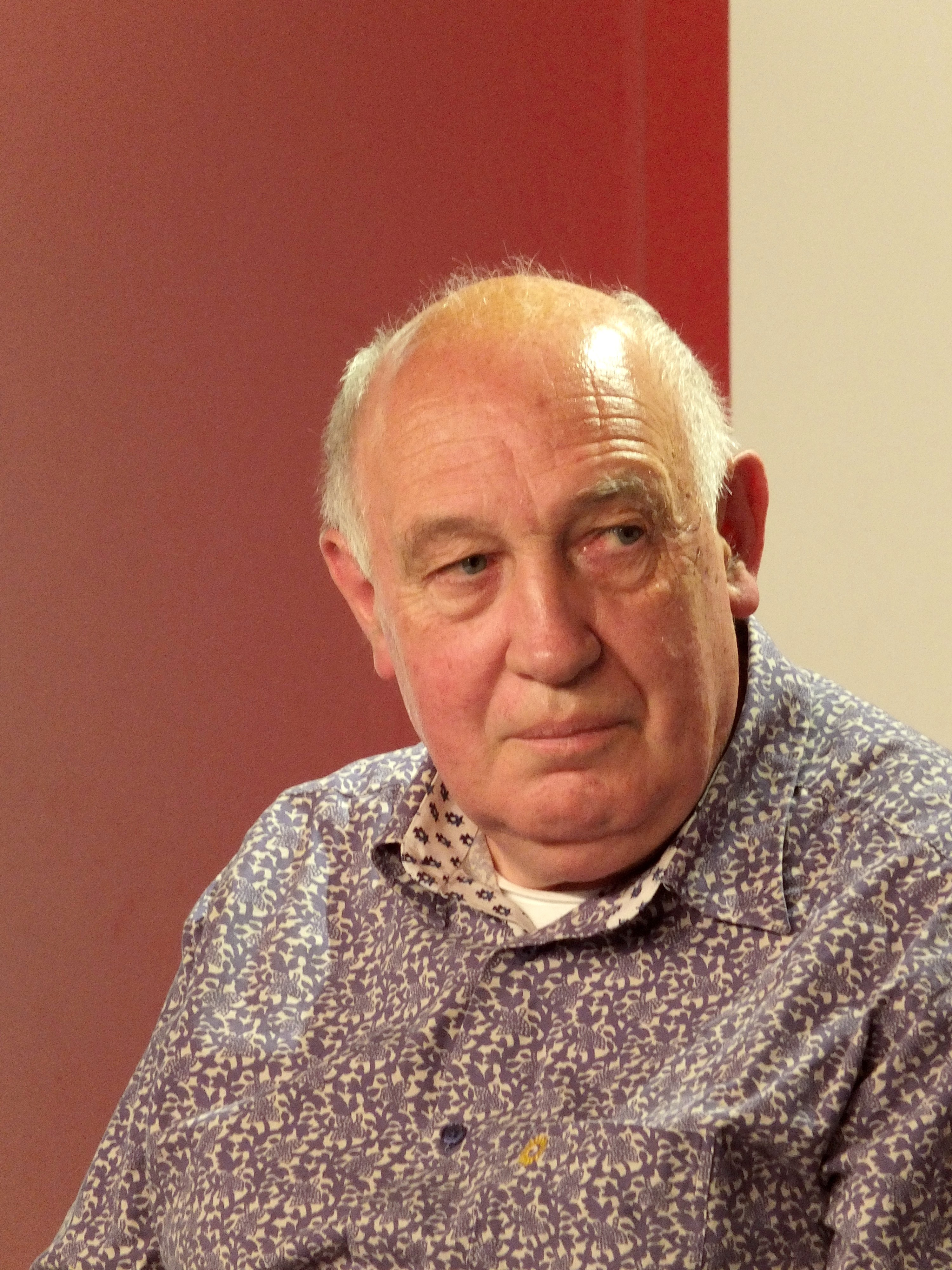
Raymond Depardon (2012)

Raymond Depardon (* 6. Juli 1942 in Villefranche-sur-Saône) ist ein französischer Fotojournalist und Filmemacher.

## Biografie
Depardon wurde auf dem Bauernhof seiner Eltern geboren. 1956 begann er eine Berufslehre bei einem Fotooptiker in Villefranche-sur-Saône und machte im Folgejahr einen Fernkurs zur Erlangung des Berufstitels opérateur photographe. 1958 wurde er Lehrling und danach Assistent von Louis Foucherand in Paris. 1960 wurde Depardon Mitarbeiter der Agentur Dalmas. Am 3. September 1960 erschien in Paris Match erstmals eine mit seinem Namen veröffentlichte Reportage. Ab März 1962 bis August 1963 leistete er seinen Militärdienst als Kriegsberichterstatter im Algerienkrieg ab. Er arbeitete für die militärische Propagandazeitschrift TAM (Terre Air Mer). 1964 dokumentierte er den Vietnamkrieg. Zusammen mit Hubert Henrotte, Hugues Vassal, Léonard de Remy und Gilles Caron gründete er 1966 die bis 1999 bestehende Fotoagentur Gamma. In den folgenden Jahren arbeitete er in Krisengebieten wie Biafra, Kambodscha und dem Tschad. Für seine Reportage über Chile gewann er 1973 zusammen mit seinen Mitarbeitern Chas Gerretsen und David Burnett die Robert Capa Gold Medal. Seine Reportage aus dem Tschad, die von 1975 bis 1977 entstand, wurde mit dem Pulitzer-Preis ausgezeichnet. Er verließ Gamma 1978, um sich der Fotografen-Agentur Magnum anzuschließen.
Sein erster Kurzfilm handelte 1969 vom Prager Studenten Jan Palach, der sich aus Protest gegen die Besetzung der Tschechoslowakei durch Streitkräfte des Warschauer Paktes selbst verbrannte. Sein erster abendfüllender Dokumentarfilm 1974-Une partie de campagne zeigte den Wahlkampf Valéry Giscard d’Estaings um die französische Präsidentschaft. Dieser Film wurde auf Betreiben Giscard d’Estaings jahrzehntelang verboten, da er die Diskrepanz zwischen der Privatperson und dem Präsidentschaftskandidaten zu deutlich herausstellte. Erst im Jahr 2002 wurde er unter dem Namen 50,81% uraufgeführt. Neben seinen Dokumentarfilmen hat Depardon auch einige Spielfilme gedreht.
Depardons Fotografien wurden in zahlreichen Galerien Frankreichs und weltweit unter anderem in New York, Rotterdam, Budapest, Zürich, Mexiko-Stadt und Amsterdam ausgestellt. Neben den bereits erwähnten Auszeichnungen erhielt er 1991 den Grand Prix National de la Photographie und 2000 den Prix Nadar. Den französischen Filmpreis César erhielt er in verschiedenen Kategorien 1982, 1986 und 1994. 2007 zeichnete Depardon für Cinéma d'Eté verantwortlich, einen Kurzfilm von drei Minuten Länge, der mit den Arbeiten von 32 weiteren Regisseuren, darunter Theo Angelopoulos, David Lynch oder Roman Polański, die filmische Anthologie Chacun son cinéma bildete. Der Film wurde anlässlich des 60. Geburtstags der Filmfestspiele von Cannes produziert. Ein Jahr später wurde Neue Zeiten (2008) in den französischen Kinos veröffentlicht. Das in einem Zeitraum von zehn Jahren entstandene Porträt über die vom Verschwinden bedrohte Landwirtschaft in den Cevennen brachte Depardon den renommierten Louis-Delluc-Preis ein.
Bis heute hat Depardon über 40 Bücher publiziert und mehr als 45 Filme gedreht.
Im Jahr 2012 hat Depardon das offizielle Präsidentenportrait von François Hollande angefertigt.
Aus Anlass der Olympischen Sommerspiele 2024 präsentierte die Stadt Paris im Zeitraum vom 24. Juni bis zum 24. September acht Fotografien Depardons im öffentlichen Raum. Die immens vergrößerten Fotos (von ca. 200 m² bis ca. 1000 m²) – aufgenommen bei den Olympiaden in Tokio (1964), Mexiko (1968), München (1972) und Montreal (1976) – wurden an Außenflächen von Gebäuden angebracht. Ergänzt wurde diese Präsentation durch acht weitere von Raymond Depardons Sohn Simon aufgenommene, ebenso großformatige Fotografien, auf denen Athleten dargestellt sind, die an der Olympiade 2024 teilnehmen.

## Filmografie (Auswahl)
| - Ian Palach (16 mm, Farbe, 12 min), 1969 - Tchad 1, l’Embuscade (16 mm, Farbe, 12 min), 1970 - Yémen Arabia Féliz (16 mm, Farbe, 19 min), 1973 - 1974 – une partie de campagne (35 mm, Farbe, 90 min), 1974/2002 - Tchad 2 et Tchad 3 (16 mm, Farbe, 40 min), 1975/76 - Tibesti Too (35 mm, sw, 40 min), 1976/77 - Numéro Zéro (16 mm, Farbe, 90 min), 1977 - 10 Minutes de Silence pour John Lennon (16 mm, Farbe, 10 min), 1980 - Reporters (35 mm, Farbe, 90 min), 1981 - San Clemente (16 mm, sw, 90 min), 1982 - Piparsod (16 mm, Farbe, 26 min), 1982 - Faits Divers (35 mm, Farbe, 108 min), 1983 - Les Années Déclic (35 mm, sw, 68 min), 1984 - Empty Quarter (Une femme en Afrique) (35 mm, Farbe, 90 min, Spielfilm), 1984/85 - New York, NY (35 mm, sw, 10 min), 1986 - Le Petit Navire (35 mm, sw, 6 min), 1987 - Urgences (35 mm, Farbe, 104 min), 1987 - La captive du Désert (35 mm, Farbe, 90 min, Spielfilm), 1990 - Une Histoire très simple (35 mm, sw, 4 min), 1990 - Contacts (35 mm, sw, 13 min), 1990 - Carthagena (Conte l’Oubli) (35 mm, Farbe, 13 min), 1992 - Face a La Mer (35 mm, Farbe, 3 ½ min), 1993 | - La Prom’ (A propos de Nice, la Suite) (35 mm, Farbe, 12 min), 1994 - Délits Flagrants (35 mm, Farbe, 95 min), 1994 - Parole d’Appelés (35 mm, sw, 30 min), 1995 - Montage (35 mm, sw, 8 min), 1995 - Malraux (35 mm, Farbe, 5 min), 1996 - Afriques: comment ça va avec la douleur? (35 mm, Farbe, 165 min), 1996 - Muriel Leferle (35 mm, Farbe, 70 min), 1996 - Amours (35 mm, sw, 10 min), 1997 - Bolivia (35 mm, Farbe, 5 min), 1997 - Paris (35 mm, sw, 95 min), 1998 - Profils Paysans: l’Approche (35 mm, Farbe, 90 min), 2000 - Déserts (35 mm, sw, 10 min), 2000 - Chasseurs et Chamans (35 mm, Farbe, 32 min), 2002 - Un Homme sans l’Occident (35 mm, sw, 105 min, Spielfilm), 2003 - 10e Chambre-Instants d’Audiences (35 mm, Farbe, 105 min), 2004 - 7x3 (35 mm, Farbe, Sieben Kurzfilme a 5 min), 2004 - Profils Paysans:Le Quotidien (35 mm, Farbe, 90 min), 2005 - Quoi de Neuf au Garet? (35 mm, Farbe, 10 min), 2005 - Cinéma d'Eté (3 min, Kurzfilm aus Chacun son cinéma), 2007 - Neue Zeiten (La Vie moderne, 35 mm, Farbe, 88 min), 2008 - (gemeinsam mit Claudine Nougaret) Journal de France (100 min), 2012 - Les habitants (84 min), 2016 - 12 Tage (12 jours, 87 min), 2017 |

## Bibliografie
- Les Fiancées de SaÏgon, Cahiers du Cinéma, Paris 1986, ISBN 2-86642-036-5.
- (mit Frédéric Sabouraud) Depardon / Cinéma, Cahiers du Cinéma, Paris 1993, ISBN 2-86642-125-6.
- Paris Journal, Éditions Hazan, Paris 2004, ISBN 2-85025-948-9.
- Errance, Éditions Points, Paris 2004, ISBN 2-02-060419-1.
  - Irrfahrt, aus dem Französischen von Marcus Seibert, Vorwort von Werner Dütsch, Vorwerk 8 (Reihe: Texte zum Dokumentarfilm, 19), Berlin 2016, ISBN 978-3-940384-87-4.
- (mit Alain Bergala) New York, Cahiers du Cinéma, Paris 2006, ISBN 2-86642-455-7. – Enthält u. a. von Raymond Depardon: Correspondance New-Yorkaise (die im Juli–August 1981 in der Libération erschienene Fotoserie), von Alain Bergala: Les Absences du Photographe.
- 1968, Éditions Points, Paris 2008, ISBN 978-2-7578-0714-9.
- Afrique(s), Éditions Points, Paris 2010, ISBN 978-2-7578-1801-5. – Enthält neben zahlreichen Fotografien Auszüge des Kommentartextes zu Depardons Film Afriques: comment ça va avec la douleur ?.

### Weitere Veröffentlichungen
| - SOS Sahara, 1961 - Jeux Olympiques de Mexico (mit Yves Nouchi), 1968 - Chili: Special Reporter-Objectif, 1973 - Chili (mit Chas Gerretsen und David Burnett), 1974 - Gilles Caron Reporter, 1977 - Tchad, 1978 - Notes, 1979 - Le Désert Américaine, 1983 - San Clemente, 1984 - Hivers, 1987/96 - Vues, 1988 - La Pointe du Raz, 1991 - Sites et Jeux: Les Jeux Olympiques d’Hiver a Albertville, 1992 - La Colline des Anges, Retour au Vietnam (mit Jean-Claude Guillebaud), 1993/2006 - Return to Vietnam, 1994 - Les Routes du Lait, 1994 - La Ferme du Garet, 1995/97 - En Afrique, 1996 - La Porte des Larmes, retour Vers l’Abyssinie (mit Jean-Claude Guillebaud), 1996 - Voyages, 1998 | - La Solitude Heureuse du Voyageur, 1998 - Silence Rompu, 1998 - PhotoPoche, 1999 - Corse (mit Jean-Noël Pancrazi), 1999/2004 - Détours, 2000 - Loisirs, 2000 - Reves de Désert (mit Titouan Lamazou), 2000 - A Tombeau Ouvert (mit Josée Landrieu), 2000 - Visa V, 2002 - Désert, un Homme sans l’Occident, 2002 - Piemonte: Una Defizione Fotografica, 2003 - 06 Alpes Maritimes, 2003 - Paroles Prisonnieres, 2004 - Jeux Olympiques, 2004 - Images politiques, 2004 - 7x3, 2004 - Raymond Depardon: Fotograaf en Filmer, 2005 - Photographies de Personnalités Politiques (mit Jean Lacouture), 2006 - La Solitude Heureuse du Voyageur précéde de Notes, 2006 |